# آرچیبالد اسکات کوپر
آرچیبالد اسکات کوپر (انگلیسی: Archibald Scott Couper؛ زاده ۳۱ مارس ۱۸۳۱ درگذشته ۱۱ مارس ۱۸۹۲) دانشمند در زمینه اهل بریتانیا بود.